# خوسه کارلوس گودوی
خوسه کارلوس گودوی (اسپانیایی: José Carlos Godoy‎; ۱۹ دسامبر ۱۹۱۱ – ۱۳ فوریهٔ ۱۹۸۸) بازیکن بسکتبال اهل پرو بود. وی در بازی‌های المپیک تابستانی ۱۹۳۶ شرکت کرده‌است.